# 市丸
市丸（いちまる、1906年7月16日 - 1997年2月17日）は、昭和期の芸者歌手。本名は後藤 まつゑ（ごとう まつえ）、後藤聿古（いつこ）とも名乗っていた。端唄や小唄では江戸小歌市丸（えどこうた いちまる）の名前で活動した。江戸小歌中村派17世家元。近衛文麿の愛人でもあった。

## 来歴
明治39年(1906年)7月16日、長野県松本市で生まれる。本名、後藤まつゑ。16歳のとき、松本市の奥座敷として知られる浅間温泉で半玉（芸者見習い）となり、蝶々と名乗った。客に求められた長唄を知らず悔しい思いをしたことがきっかけとなり、単身19歳で上京。大正15年（1926年）6月18日、浅草の一松家から市丸の名で芸者お披露目し、清元・長唄・小唄それぞれで名取となるまでの精進を重ねた。浅草四人組（児雀、久松、大黒、市丸）の一人として名を馳せ、その天賦の美貌と美声を買われて忽ち人気芸者となり、最盛期には一晩に10数件のお座敷を掛け持ちすることもあった。のち、分一松家の分看板を得て独立。
日本橋葭町の芸者、二三吉（後の藤本二三吉）の吹き込んだ『浪花小唄』、『祇園小唄』のヒットを受け、レコード各社は新たな芸者歌手の発掘に躍起となり、美声の評判の高かった市丸にも白羽の矢が立ち、スカウトが殺到。結局、日本ビクター蓄音機（後の日本音響 → 日本ビクター → JVCケンウッド）の音楽レコード事業部のビクターレコード（後のビクター音楽産業 → ビクターエンタテインメント〈初代〉 → JVCケンウッド・ビクターエンタテインメント → ビクターエンタテインメント〈二代目〉）が市丸を口説き落とし、昭和6年（1931年）『花嫁東京』で歌手としてデビューした。同年、静岡鉄道のコマーシャルソングとして作られ、既に新民謡として知られていた『ちゃっきり節』を市丸の歌で発売すると全国的な大ヒットとなり、レコード歌手としての順調なスタートを切った。翌年の昭和7年（1932年）にも、片岡千恵蔵が主演した映画『旅は青空』の主題歌『青空恋し』を歌い、ヒットした。
昭和8年（1933年）1月、同じビクターレコードの小唄勝太郎が『島の娘』『東京音頭』で国民的な人気歌手となると、流行歌の世界に鶯歌手ブームが起こり、コロムビアレコード（≒日本コロムビア〈初代〉）からは赤坂小梅、豆千代、ポリドールレコード（現：ユニバーサルミュージックLLC）からは新橋喜代三、浅草〆香、ニットーレコード（現・キングレコード）からは美ち奴、日本橋きみ栄ら、続々と芸者出身のレコード歌手がデビューした。市丸は、こうした後輩に遅れを取らじと、同郷の中山晋平が新民謡として作曲した『天龍下れば』をなんとしてもヒットさせたいと、放送やステージでは必ず『天龍下れば』を歌い、執念ともいえる大ヒットに結びつけ、ビクターレコードの看板歌手としての地位を確立した。市丸の人気はレコード・放送にとどまらず、写真誌や広告、美人画のモデルにも起用され、広くその人気を知られることとなり、歌手業に専念するため芸者を廃業し（昭和10年12月31日）、柳橋に自宅を建てて浅草を離れた。
昭和10年（1935年）前後、人気を二分した勝太郎とは、作詞家の長田幹彦に「情の勝太郎と智の市丸」と言わしめ、マスコミは「市勝時代」と呼んだが、そのライバル意識はお互いに相当なもので、市丸がメインの特集には「市勝時代」、勝太郎がメインの記事には「勝市時代」と書く配慮を見せるほどであった。着物や出演料などあらゆるところで勝太郎と張り合い、当時のビクターレコードの社員を相当悩ませたという。事実、芸者歌手の売り出しに反発を感じた音楽学校出身の歌手が、待遇改善を求めてストライキを行ったほどである。この騒動は「トンガリ5人組事件」などと週刊誌などに書き立てられ、ビクターレコードによる内紛が世間にも広く知られた。
『濡れつばめ』『峠三里』『千鳥格子』『流線ぶし』といったヒットを飛ばす一方で、トーキーの登場によって映画界からも声がかかり、昭和9年（1934年）PCL映画『百万人の合唱』『さくら音頭』、昭和11年（1936年）JO映画『小唄礫』、昭和18年（1943年）東宝映画『伊那の勘太郎』などに特別出演した。
昭和12年頃からは時代が戦時下になるに従い「あなたの便り」「日の丸列車」「坊や抱いて」など、銃後の女性の心情を歌うものが多くなっていった。日中戦争が勃発すると、慰問団の一行として中国大陸にも赴き、前線の兵士を喜ばせた。ある慰問先で、酔った将校が市丸に対して執拗にお酌を迫ったため気丈に断ると、軍刀を抜き切りかかったが、「大和撫子としての最期を飾りたい」と足袋を履きなおすと、その形相に恐れをなして、将校は諦めたという。昭和15年(1940年)、十四曲の新小唄を収録した「市丸小唄集」を発表。昭和17年10月には宮城道雄作曲・演奏により「すみだ川」を唄ったが、翌年の昭和18年は俗曲を6曲発表した以外は戦時歌謡が数曲発表されたのみで、11月以降は昭和22年までレコード活動が停止する。
戦争が終わり、昭和20年(1945年)12月31日、後の紅白歌合戦の前身となる紅白音楽試合に出場。昭和22年(1947年)8月「黒髪ロマンス」でレコード吹き込みを再開。昭和23年(1948年)には、ライバル勝太郎の歌った「東京音頭」の再吹き込みや「さくら浮きうき」「瑞穂踊り」など、明るく華やかな音頭ものを発表した。戦後、アメリカ文化の流入で日本調の歌手の活躍の場が失われてくると、市丸は、当時ビクターレコードとも契約をしていた服部良一に「ブギウギを歌わせて欲しい」と作曲を依頼。昭和24年（1949年）、服部の手による『三味線ブギウギ』が発売されると、この曲のために名古屋西川流二世西川鯉三郎に振付を依頼し、その手踊りを交えてステージで歌ったことにより再度人気歌手としての脚光を浴びることとなった。昭和25年（1950年）には、古賀政男、二葉あき子、霧島昇らと渡米し、ハワイをはじめとして、アメリカ各地で公演。在米邦人を中心に、市丸の人気は絶大なものがあった。この年は舞踊小唄、端唄、小唄の戦前盤復刻が多い中、柏伊佐之助作曲による新曲の舞踊小唄「定九郎」「おかる」なども発売。その後も、『雪のブルース』『春は銀座の柳から』『三味線ワルツ』といった流行歌のヒットも続いた。
昭和30年代に入ると市丸は放送開始間もない民放のテレビ・ラジオにも積極的に出演し、主に小唄や清元といった伝統的な邦楽の分野を現代風にアレンジして取り上げ、小唄ブームを起こす。昭和32年(1957年)、俗曲、民謡系の「新舞踊曲シリーズ」十数曲を発売し、新舞踊隆盛の先駆けとなった。昭和35年（1960年）、歌舞伎の中村勘三郎 (17代目)に許され江戸小歌中村派を復興し、17世家元を襲名、『江戸小歌市丸』を名乗り、「春吉野」「波の調」「笠小節」「成木節」「長崎」の5曲を名披露目に復曲。小唄、端唄、長唄、清元、宮薗節から、俗曲、民謡、歌謡曲と市丸のレパートリーは実に幅広く、邦楽番組には欠かせない存在となっていった。
昭和44年（1969年）文化庁芸術祭賞優秀賞受賞。伝承小唄と俗曲をオーケストラの新編曲によって50曲を録音し、古典を現代に生かす試みに挑戦。昭和46年(1971年)には「古典端唄百番」を1年以上かけて録音し、数多くの復曲もその中で試みている。また、「市丸の流行歌」として市丸節の端唄、小唄、科白を挿入した演歌12曲を発売。歌手としての後輩の面倒見もよく、榎本美佐江、神楽坂浮子、神楽坂とき子といった後進の指導にもあたった。その精進ぶりが認められ、昭和47年（1972年）紫綬褒章を受章し、「市丸の民謡」として32曲のオーケストラによる民謡、新民謡を新録音。次々と大きな企画を完成させる意欲の激しさを見せている。長年市丸の相三味線を務めた静子は実妹。
昭和40年代の懐メロブームにおいても欠かせない存在として、往年のヒット曲を披露。テレビのカラー放送が始まってからは、テレビ映像に映える衣装の色・柄などを徹底的に研究しテレビ局の技術部をも唸らせた。この頃には赤坂小梅の取り成しにより、ライバルの勝太郎とも完全に和解。先に叙勲された勝太郎の記念パーティーにも駆けつけ、「勝っちゃんがいなかったら、私はこんなに頑張れなかった」と賛辞を述べ、東京12チャンネル（現：テレビ東京）の番組では、勝太郎と並んで『東京音頭』『瑞穂踊り』『さくら音頭』などを一緒に歌っている。また勝太郎の病床にも見舞いに訪れ「あんたがいないと張り合いが無い」と励ました。
昭和50年（1975年）、永年の放送文化貢献によりNHK放送文化賞を受賞、長野県の天竜峡に「天竜下れば」の歌碑が建立される。この頃より、江戸小歌家元として、邦楽の教えを乞う歌手たちに指導を始める。昭和55年（1980年）、第22回日本レコード大賞特別賞を受賞。昭和56年（1981年）、勲四等宝冠章を受章。その後も『銀の雨』『昭和さのさ節』などの新曲を発表し、ひたむきに芸の道を歩み続けた。昭和59年(1984年)に江戸小歌の門弟一門による「江戸小歌市寿会」を設立し、平成2年(1990年)10月、財団法人ポーラ文化振興財団創立十周年記念特別大賞を受賞。平成8年（1996年）10月、卒寿の記念と、弟子である中村市之輔の江戸小歌中村派18代家元襲名を兼ねて、弟子たちと開いたパーティーに出演し、弟子らと共に「春吉野」を披露したのが公の場に出た最後になった。その年の暮れに体調を崩し、翌平成9年（1997年）2月17日、呼吸不全で死去。90歳没。葬儀は思い出深い浅草の地を一望する上野東叡山寛永寺で2月10日午前10時半より執り行われ、多くのファンに見守られて市丸は故郷信州の遥かな空へと帰って行った。
「死ぬまで現役」が口癖で、66年の歌手生活で吹き込んだ曲はのべ1700曲にのぼる。
柳橋にあった旧居は、没後に隣家の女性が購入。空き家として長期間放置されていたが、2001年に購入者の孫の女性が骨董ギャラリー「ルーサイトギャラリー」として再生、オープンさせた。

## ディスコグラフィ
- 『花嫁東京』1931年（昭和6年）
- 『ちゃっきり節』1931年（昭和6年）
- 『京城小唄』1931年（昭和6年）
- 『青空恋し』1932年（昭和7年）

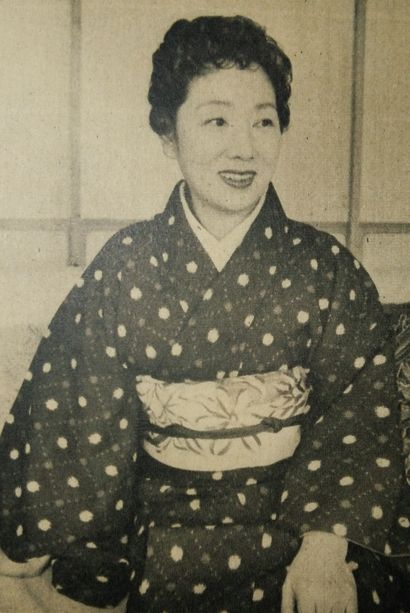
1956年

- 『伊豆の踊子～燃ゆる黒髪～』1932年（昭和7年）
- 『濡れつばめ～お小夜恋慕の唄～』1933年（昭和8年）
- 『峠三里』1933年（昭和8年）
- 『二つ灯篭』1933年（昭和8年）
- 『天龍下れば』1933年（昭和8年）
- 『伊那節』1933年（昭和8年）
- 『千鳥格子～みだれ髪～』1933年（昭和8年）
- 『夕日しぐれて』1934年（昭和9年）
- 『いつも朗らか』1934年（昭和9年）共唱　藤山一郎
- 『流線ぶし』1935年（昭和10年）
- 『鳥追いお市』1936年（昭和11年）
- 『凍る夜』1936年（昭和11年）
- 『お富』1937年（昭和12年）
- 『お七』1937年（昭和12年）
- 『軍国ざくら』1937年（昭和12年）共唱　篠崎純
- 『忍び傘』1937年（昭和12年）
- 『神風音頭』1937年（昭和12年）共唱　小唄勝太郎、徳山璉
- 『挙国一致ぶし』1937年（昭和12年）
- 『祝捷音頭』1937年（昭和12年）共唱　鈴木正夫、小唄勝太郎
- 『あなたの便り』1938年（昭和13年）
- 『日の丸列車』1938年（昭和13年）
- 『坊や抱いて』1938年（昭和13年）
- 『兵隊甚句』1939年（昭和14年）共唱　鈴木正夫
- 『紅葉舟』1939年（昭和14年）
- 『お蝶夫人』1940年（昭和15年）
- 『お染』1940年（昭和15年）
- 『翼賛親子』1941年（昭和16年）共唱　徳山璉
- 『瑞穂踊り』1941年（昭和16年）共唱　小唄勝太郎、鈴木正夫、一色皓一郎、山本麗子
- 『すみだ川』1942年　(昭和17年)
- 『天龍二十五里』1943年（昭和18年）
- 『増産音頭』1943年（昭和18年）
- 『黒龍江ぶし』1943年（昭和18年）
- 『黒髪ロマンス』1947年（昭和22年）
- 『東京音頭　(再)　』1948年　(昭和23年)
- 『さくら浮きうき』1948年（昭和23年）
- 『瑞穂踊り（再）』1948年（昭和23年）共唱　波岡惣一郎、鈴木正夫、喜久丸
- 『三味線ブギウギ』1949年（昭和24年）
- 『雪のブルース』1949年（昭和24年）
- 『恋の長崎』1949年（昭和24年）
- 『定九郎』1950年　(昭和25年)
- 『おかる』1950年　(昭和25年)
- 『ブギウギ音頭』1950年（昭和25年）
- 『お江戸ブギ』1950年（昭和25年）
- 『十日町ブギ』1951年（昭和26年）
- 『東京よさこい』1951年（昭和26年）
- 『花よりタンゴ』1951年（昭和26年）
- 『春は銀座の柳から』1952年（昭和27年）共唱　灰田勝彦
- 『浮かれ三味線』1952年（昭和27年）
- 『三味線かっぽれ』1952年（昭和27年）
- 『やなぎブギ』1952年（昭和27年）
- 『きりぎりす』1952年（昭和27年）
- 『佃流し』1952年（昭和27年）
- 『名古屋ばやし』1952年（昭和27年）
- 『戸出音頭』1953年（昭和28年）共唱　西村正美
- 『三味線ワルツ』1954年（昭和29年）
- 『三味線マンボ』1954年（昭和29年）
- 『どどいつブギ』1955年（昭和30年）共唱　野沢一馬
- 『三味線ブルース』1956年（昭和31年）
- 『土岐音頭』1957年（昭和32年）共唱:三浦洸一
- 『渋蛇の目』1959年（昭和34年）
- 『獅子頭』1960年（昭和35年）
- 『ふるさと音頭』1960年（昭和35年）共唱　三浦洸一、曽根史郎、多摩幸子
- 『もみじ』1961年（昭和36年）
- 『東京オリンピック音頭』1962年（昭和37年）共唱　神楽坂浮子、橋幸夫、松島アキラ
- 『お七吹雪』1963年（昭和38年）
- 『仇情八幡祭』1963年（昭和38年）
- 『相模原音頭』1963年（昭和38年）共唱　村崎貞二
- 『お夏』1963年（昭和38年）
- 『幻保名』1964年（昭和39年）
- 『梅古城』1964年　(昭和39年)
- 『おかる』1965年（昭和40年）
- 『定九郎』1965年（昭和40年）
- 『雪の浜町河岸』1968年（昭和43年）
- 『初春三番叟』1969年（昭和44年）
- 『舞妓はん』1971年（昭和46年）
- 『紫桔梗』1972年（昭和47年）
- 『四萬六千日』1972年（昭和47年）
- 『浜町河岸』1972年（昭和47年）
- 『坊主道成寺』1972年（昭和47年）
- 『博多みれん』1972年（昭和47年）
- 『隅田川ぞめき』1972年（昭和47年）
- 『おんな雨おとこ雨』1973年　(昭和48年)
- 『キチ・きち・吉』1973年（昭和48年）- 作詞：岩谷十二郎／補作詞・作曲：山下毅雄／編曲：ボブ佐久間　日本テレビ系ドラマ『恋は大吉』主題歌
- 『一枚の絵はがき』1977年　(昭和52年)
- 『春風』1980年（昭和55年）
- 『おんな隅田川』1980年（昭和55年）
- 『お富与三郎恋ざんげ』1981年　(昭和56年)
- 『さかづき小唄』1981年　(昭和57年)
- 『母娘舞』1983年　(昭和58年)
- 『三日月しんない』1985年　(昭和60年)
- 『都どり』1985年　(昭和60年)
- 『銀の雨』1985年（昭和60年）
- 『昭和さのさ節』1985年（昭和60年）

## 三味線ブギウギ
三味線ブギウギ（しゃみせんブギウギ）は、1949年に日本ビクター（現・JVCケンウッド）の音楽レコード事業部のビクターレコード（現・ビクターエンタテインメント〈二代目〉）から発売された市丸のシングル。「三味線ブギー」や「三味線ブギ」の表記もある。

### 少年隊によるカバー
レコードメジャーデビュー前の少年隊が、市丸の「三味線ブギウギ」と美空ひばりの「お祭りマンボ」の歌詞を引用して再構築したカバー楽曲「三味線ブギ」を発表した。少年隊版の一部の歌詞と全てのメロディはオリジナルだが、作詞作曲者名は佐伯孝夫と服部良一のみが記されているため、補作者は不明である。服部が逝去した1993年の第44回NHK紅白歌合戦では「服部良一メドレー・紅白バージョン」として歌唱された。長らく未発売だったが1997年にミュージカルサウンドトラック「PLAYZONE'97 RHYTHM II」にメドレーで収録された。少年隊版「三味線ブギ」は、振付師ボビー吉野による激しいダンスが特徴であり、その後もジャニーズJr.（現：ジュニア）により歌い継がれている。また、戦後歌謡を大胆にリメイクした作風は、後輩グループ忍者の初期の楽曲にも影響を与えた。

## 出演

### 映画
- 百万人の合唱　1934年（昭和9年）
- さくら音頭　1934年（昭和9年）
- 小唄礫　鳥追いお市　1936年（昭和11年）
- 隣組のおばさん　1940年（昭和15年）
- 安来ばやし　1940年（昭和15年）
- 男の花道　1941年（昭和16年）
- 伊那の勘太郎　1943年（昭和18年）
- 勝利の日まで　1945年（昭和20年）
- ヒットパレード　1950年（昭和25年）
- 東京ファイル212　1951年（昭和26年）
- 月が出た出た　1951年（昭和26年）
- 伊豆物語　1951年（昭和26年）
- 清水の次郎長伝　1952年（昭和27年）
- 珍説忠臣蔵　1953年（昭和28年）
- 落語長屋お化け騒動　1954年（昭和29年）
- 紫頭巾　1958年（昭和33年）
- 東京オリンピック音頭 恋愛特ダネ合戦　1963年（昭和38年）

### テレビドラマ
- 日真名氏飛び出す（ラジオ東京テレビ）
- 殺陣田村（1961年、フジテレビ）